# Meristacarus degradatus
Meristacarus degradatus är en kvalsterart som beskrevs av Haq och Jaikumar 1993. Meristacarus degradatus ingår i släktet Meristacarus och familjen Lohmanniidae. Inga underarter finns listade i Catalogue of Life.